# Biến đổi khí hậu ở Úc

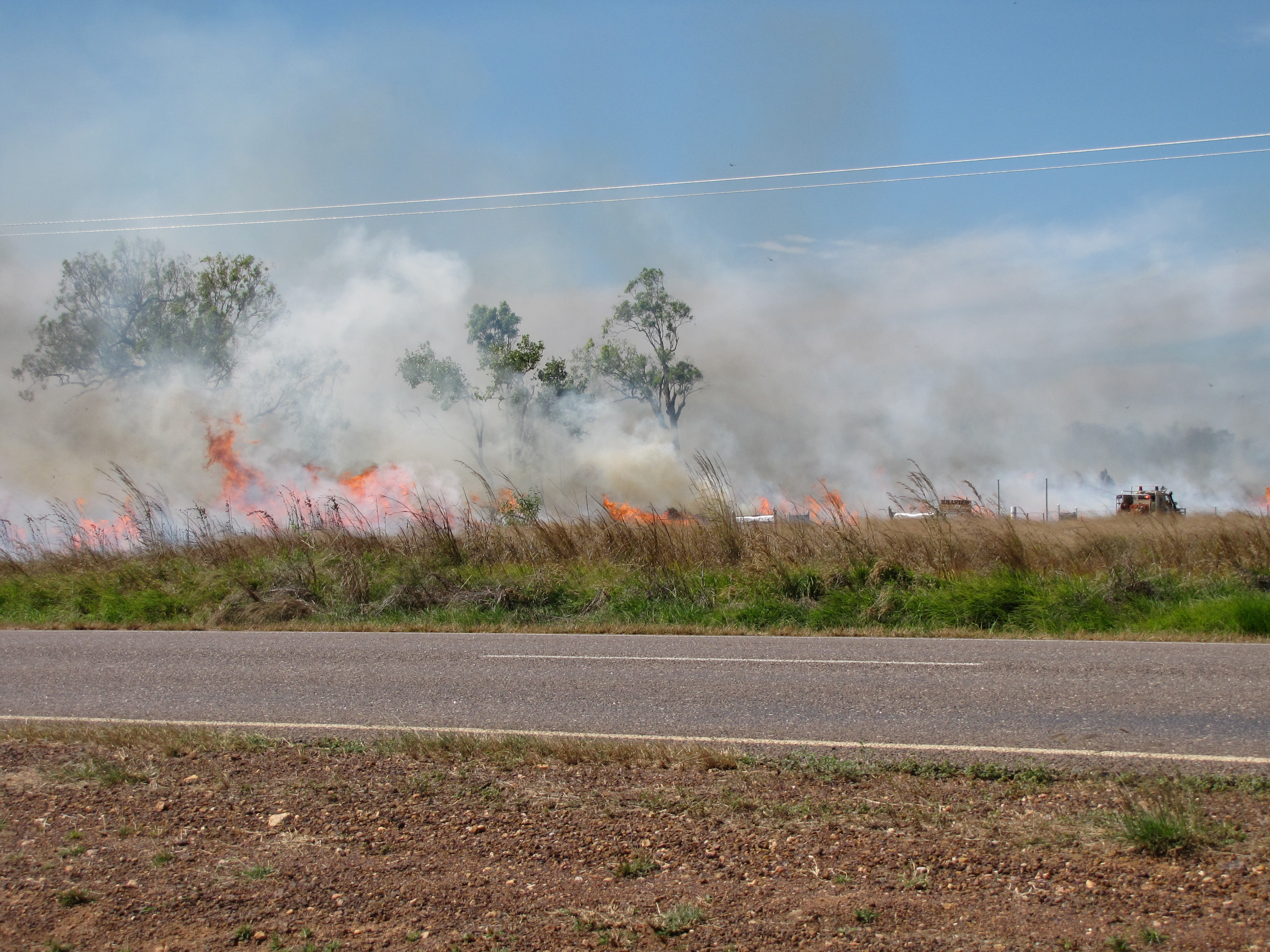
Biến đổi khí hậu dự kiến sẽ làm tăng tần suất và cường độ của các đám cháy rừng, bằng chứng là các đám cháy rừng ở Úc 2019-20.

Biến đổi khí hậu ở Úc đã là một vấn đề quan trọng kể từ đầu thế kỷ 21. Nước Úc ngày càng trở nên nóng hơn, và dễ xảy ra nắng nóng khắc nghiệt, cháy rừng, hạn hán, lũ lụt và mùa cháy kéo dài hơn do biến đổi khí hậu. Kể từ đầu thế kỷ 20, nhiệt độ trung bình hàng năm của Úc đã tăng gần 1 °C, với tốc độ ấm lên xảy ra với tốc độ gấp đôi trong 50 năm qua so với 50 năm trước. Các sự kiện khí hậu gần đây như nhiệt độ cực cao và hạn hán trên diện rộng đã tập trung sự chú ý của chính phủ và công chúng về tác động của biến đổi khí hậu ở Úc. Lượng mưa ở tây nam Úc đã giảm 10–20% kể từ những năm 1970, trong khi vùng đông nam Australia cũng có mức giảm vừa phải kể từ những năm 1990. Lượng mưa dự kiến sẽ trở nên nặng hạt hơn và không thường xuyên hơn, cũng như phổ biến hơn vào mùa hè hơn là mùa đông. Nguồn nước ở các khu vực đông nam của Australia đã cạn kiệt do dân số ở các khu vực đô thị ngày càng tăng cùng với hạn hán dai dẳng kéo dài.
Các dự đoán đo lường tác động của hiện tượng nóng lên toàn cầu đối với Úc khẳng định rằng hiện tượng nóng lên toàn cầu sẽ tác động tiêu cực đến môi trường, kinh tế và cộng đồng của lục địa này. Úc dễ bị ảnh hưởng bởi sự nóng lên toàn cầu dự kiến trong 50 đến 100 năm tới vì các khu vực khô hạn và bán khô hạn rộng lớn, khí hậu vốn đã ấm áp, lượng mưa thay đổi hàng năm cao và áp lực hiện có đối với nguồn cung cấp nước. Nguy cơ hỏa hoạn cao của lục địa này làm tăng khả năng dễ bị thay đổi của nhiệt độ và khí hậu. Ngoài ra, dân số của Úc tập trung cao ở các khu vực ven biển và ngành du lịch quan trọng của nó phụ thuộc vào rạn san hô Great Barrier Reef và các hệ sinh thái mong manh khác. Các tác động của biến đổi khí hậu ở Úc sẽ phức tạp và không chắc chắn ở một mức độ nào đó, nhưng tầm nhìn xa hơn có thể cho phép nước này bảo vệ tương lai của mình thông qua việc giảm thiểu và thích ứng theo kế hoạch. Giảm thiểu có thể làm giảm mức độ cuối cùng của biến đổi khí hậu và các tác động của nó, nhưng cần có các giải pháp và sự hợp tác toàn cầu, trong khi việc thích ứng có thể được thực hiện ở cấp quốc gia và địa phương.
Phân tích quỹ đạo phát thải trong tương lai chỉ ra rằng, nếu không được kiểm soát, lượng phát thải khí nhà kính (GHG) của con người sẽ tăng gấp nhiều lần trong thế kỷ 21. Do đó, nhiệt độ trung bình hàng năm của Úc được dự báo sẽ tăng 0,4–2,0 °C so với mức 1990 vào năm 2030 và 1–6 °C vào năm 2070. Lượng mưa trung bình ở tây nam và đông nam Úc được dự báo sẽ giảm trong khoảng thời gian này, trong khi các khu vực chẳng hạn như phía tây bắc có thể bị tăng lượng mưa. Trong khi đó, các đường bờ biển của Úc sẽ bị xói mòn và ngập lụt do mực nước biển toàn cầu tăng ước tính 8–88 cm. Những thay đổi như vậy về khí hậu sẽ có những tác động đa dạng đến môi trường, nền kinh tế và sức khỏe cộng đồng của Úc. Các tác động trong tương lai sẽ bao gồm lũ lụt, hạn hán và lốc xoáy nghiêm trọng hơn. Việc đạt mức không phát thải vào năm 2050 có thể sẽ không đủ để ngăn nhiệt độ tăng 2 độ.
Sự tiếp xúc của người Úc bản địa với các tác động của biến đổi khí hậu càng trở nên trầm trọng hơn do những bất lợi hiện có về kinh tế xã hội có liên quan đến tình trạng bị gạt ra ngoài thuộc địa và hậu thuộc địa. Vấn đề khí hậu bao gồm cháy rừng, sóng nhiệt, lũ lụt, lốc xoáy, mực nước biển dâng, nhiệt độ tăng và xói mòn. Các cộng đồng bị ảnh hưởng nhiều nhất bởi biến đổi khí hậu là những cộng đồng ở phía Bắc, nơi những người Thổ dân và Cư dân đảo Torres Strait chiếm 30% dân số. Các cộng đồng Thổ dân và Cư dân trên eo biển Torres nằm ở ven biển phía bắc là những người chịu nhiều thiệt thòi nhất do các vấn đề xã hội và kinh tế và sự phụ thuộc của họ vào đất đai truyền thống cho thực phẩm, văn hóa và sức khỏe. Điều này đã đặt ra câu hỏi cho nhiều thành viên cộng đồng ở những khu vực này, "Chúng ta nên ở lại hay chuyển đi?"

## Khí thải nhà kính
Tổng lượng phát thải khí nhà kính của Úc là 533,36 triệu tấn CO2 - tương đương dựa trên dữ liệu báo cáo kiểm kê quốc gia Khí nhà kính năm 2019; thể hiện mức phát thải CO2e bình quân đầu người là 21,03 tấn. Úc chủ yếu sử dụng năng lượng than cho điện (chiếm 66,0% sản lượng điện nối lưới vào năm 2020) nhưng điều này đang giảm nhanh chóng với tỷ lệ năng lượng tái tạo ngày càng tăng tạo nên hỗn hợp cung cấp năng lượng và hầu hết các nhà máy nhiệt điện than hiện có, dự kiến ngừng hoạt động từ năm 2022-2048. Phát thải của quốc gia này đã bắt đầu giảm và dự kiến sẽ tiếp tục giảm trong những năm tới khi nhiều dự án tái tạo được đưa vào hoạt động.
Biến đổi khí hậu ở Úc là do khí thải gây hiệu ứng nhà kính trên toàn cầu. Kết quả là, Úc nói chung đang trở nên nóng hơn, và dễ xảy ra nắng nóng khắc nghiệt, cháy rừng, hạn hán, lũ lụt và mùa cháy kéo dài hơn do biến đổi khí hậu.